# Raoul Pictet
Raoul Pierre Pictet (Genève, 4 april 1846 – Parijs, 27 juli 1929) was een Zwitsers schei- en natuurkundige die experimenteel onderzoek deed op het gebied van de lage-temperatuurfysica.

## Biografie
Na zijn studie in zijn geboortestad Genève en in Parijs nam Pictet in 1869 als secretaris van de Zwitserse delegatie deel aan de opening van het Suezkanaal. Van 1871 tot 1874 was hij werkzaam in Egypte. Nadat hij terug was gekeerd in Genève werkte hij er als docent, vanaf 1879 als hoogleraar aan de universiteit van Genève en vanaf 1886 aan de universiteit van Berlijn. Later verhuisde hij naar Parijs.
Aanvankelijk was Pictet geïnteresseerd in de productie van kunstijs, maar richtte daarna zijn aandacht op de studie van extreem lage temperaturen en het vloeibaar maken van gassen. Op 22 december 1877 maakte hij bekend, via een telegram aan de Académie des sciences, dat hij erin was geslaagd om zuurstof vloeibaar te maken. Twee dagen later maakte de Franse natuurkundige Louis Paul Cailletet een vergelijkbare aankondiging.
Zowel Pictet als Cailletet hadden ingezien dat zowel koeling als compressie noodzakelijk waren om zuurstof vloeibaar te maken, maar gebruikten daarvoor wel verschillende technieken. Pictet paste de cascade-methode toe, waarbij hij vloeibaar stikstofdioxide liet verdampen om vloeibaar koolstofdioxide te verkrijgen die op zijn beurt werd verdampt om zuurstof af te laten koelen onder de kritische temperatuur. De afgekoelde zuurstof werd vervolgens gecomprimeerd om het vloeibaar te maken. Het voordeel van zijn methode boven die van Cailletets was dat hiermee grotere hoeveelheden vloeibare zuurstof konden worden geproduceerd en dat het eenvoudig ook toepasbaar was op andere gassen.

## Werken
- Mémoire sur la liquéfaction de l'Oxygène, la liquéfaction et la solidification de L'hydrogène et sure les théories des changements des corps (1878)
- Synthèse de la chaleur (1879)
- Nouvelles machines frigorifiques basées sur l'emploi de phénomènes physico-chimiques (1885)
- Influence des basses températures sur les lois de la cristallisation (1894)
- Sur la synthèse de la chaleur (1895)